# Шевченко, Виталий Владимирович
Виталий Владимирович Шевченко (укр. Віталій Володимирович Шевченко, позывной — Шева; 9 августа 1991, Миргород — 12 апреля 2023, Тоненькое) — украинский военнослужащий, младший сержант, участник российско-украинской войны. Герой Украины (2025, посмертно).

## Биография
Виталий Шевченко родился 9 августа 1991 года в городе Миргород Полтавской области (по другим данным — в селе Трудолюб). Окончил Миргородское училище №44, получив специальность водителя-электрика. Проходил срочную военную службу, служил танкистом.
С началом полномасштабного российского вторжения в Украину в 2022 году вступил в ряды 116-й отдельной бригады территориальной обороны. Занимал должность командира стрелкового отделения.
Погиб 12 апреля 2023 года в районе села Тоненькое Донецкой области.
Похоронен в Миргороде.

## Награды
- Звание «Герой Украины» с удостоением ордена «Золотая Звезда» (21 февраля 2025, посмертно) — за личное мужество и героизм, проявленные в защите государственного суверенитета и территориальной целостности Украины, верность военной присяге[1].
- Орден «За мужество» III степени (2 июня 2023, посмертно) — за личное мужество и самоотверженные действия, проявленные в защите государственного суверенитета и территориальной целостности Украины, верность военной присяге[2].